# 스테피 두나

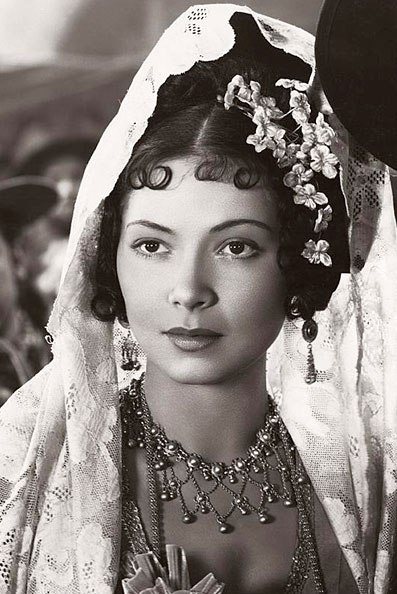

스테피 두나(Steffi Duna, 1910년 2월 8일 ~ 1992년 4월 22일)는 헝가리의 배우, 발레 무용수이다.
부다페스트에서 태어났으며 베벌리힐스에서 사망하였다. 사인은 질병이다.

## 영화
- 팬텀 라이더스 (1940년)
- 위대한 맥긴티 (1940년)
- 애수 (1940년)
- 안소니 에드버즈 (1936년)
- 원 뉴욕 나이트 (1935년)